# سالم أبو مخدة
سالم أبو مخدة (1971-2023) هو أكاديمي وباحث فلسطيني متخصص في مجال الفقه الإسلامي المقارن، ولد في مدينة غزة وأنهى دراسته الإبتدائية والثانوية في مدارسها، حاصل على درجة البكالوريوس بتخصص العلوم الإسلامية والفقهية من الجامعة الإسلامية في غزة عام 1995، حاصل على دبلوم عام في التربية عام 1997، ونال درجة الماجستير بتخصص القضاء الشرعي من الجامعة نفسها عام 2006، حاصل على درجة الدكتوراه من جامعة الجنان في لبنان عام 2012، وكانت رسالته بعنوان "أحكام التعامل مع العدو في الفقه الإسلامي دراسة الحالة الفلسطينية".

## حياته المهنية
عمل سالم في مجال التدريس في وزارة التربية والتعليم الفلسطينية بين عامي (1998-2008)، ثم محاضر في كلية الشريعة والقانون بالجامعة الإسلامية في قطاع غزة عام 2007. ترأس قسم الشريعة الإسلامية في كلية الشريعة والقانون في الفترة الواقعة بين عامي (2013-2015)، وكان عضو لجنة الإفتاء في الجامعة الإسلامية عام 2015، ونائب عميد كلية الشريعة والقانون للبحث العلمي والدراسات العليا في الجامعة الإسلامية بين عامي (2012-2013).

## أبحاثه
قدم العديد من الأبحاث والدراسات، منها:
- بحث بعنوان "طلاق المريض النفسي في الفقه الإسلامي" مجلة البحوث والدراسات الشرعية في جمهورية مصر العربية، عدد رقم 69 عام 2017.
- بحث مشترك بعنوان "سوء فهم تطبيق العقوبة في الشريعة الإسلامية" مجلة البحوث الإسلامية في جمهورية مصر العربية، عدد رقم 18عام 2017.
- بحث مشترك بعنوان "مدى سلطة القاضي في الخلع الرضائي والقضائي" مجلة العلوم الإسلامية في كلية العلوم الإسلامية بالجامعة العراقية، عدد رقم 23 عام 2019.
- بحث مشترك بعنوان "دور الخطاب الديني في تجديد الهيبة لعلماء الأمة" مجلة المدونة بمجمع الفقه الإسلامي في الهند عام 2019.

## استشهاده
اغتيل هو وأفراد أسرته في 18 أكتوبر 2023 خلال ضربةٍ جوية نفذتها القوات الجوية الإسرائيلية على منزله الكائن في محافظة دير البلح، وذلك خلال الرد الإسرائيلي على عملية طوفان الأقصى.